# Полтавський театр української драми імені І. П. Котляревського
Полтавський театр української драми імені І. П. Котляревського — драматичний театр, заснований у Полтаві, що діяв 1926—1928 років.

## Загальні відомості
1926 року Микола Невідомський зібрав акторський склад з 60 осіб з групи акторів Першого театру Української Радянської Республіки імені Т. Г. Шевченка та безробітних полтавських акторів. Колектив театру, що належав Полтавській окрполітосвіті, мав драматичну трупу, хор і оркестр. Театр працював у приміщенні Полтавського музичного технікуму.
Режисерами були І. Юхименко, К. Бережний, згоду дав Л. Кліщеєв.
Проте фінансування театру було вкрай поганим і до початку 1928 театр розпався, а на його основі утворився Полтавський робітничо-селянський театр.
«Драли з нас гарантії за всякі приміщення до 200 карб. за вечір, а російська оперетка одержувала в цей час собі гарантії до 10,000 карб. З цього приводу зчинили диспут: оперета чи український театр. Багато писалось і говорилось, а профспілки закуповували оперети. Розпався театр, а з його рештків утворився Полтавський РСТ», — згадував Микола Невідомський.